# Johanna von Évreux

Grab der Johanna von Evreux

Johanna von Evreux (französisch: Jeanne d’Évreux; * 1310; † 4. März 1371 in Brie-Comte-Robert) war Königin von Frankreich von 1324 (gekrönt 1326) bis 1328 sowie Königin von Navarra.

## Leben und Wirken
Sie war die Tochter Ludwigs von Évreux und der Margarete von Artois. Am 5. Juli 1324 heiratete sie ihren Vetter ersten Grades König Karl IV. als dessen dritte Ehefrau, wozu aufgrund der Blutsverwandtschaft eine päpstliche Dispens erforderlich war. Die Krönung zur französischen Königin erfolgte am 11. Mai 1326. Karl IV. starb bereits im Februar 1328 im Alter von 34 Jahren, womit die Hauptlinie der Kapetinger im Mannesstamm ausgestorben war. Die Tochter Blanche wurde zwei Monate später geboren.
Im Jahr 1341 stiftete Johanna eine Kapelle und ein Infirmarium für das Franziskanerkloster Couvent des Cordeliers in Paris.
Johanna von Evreux starb im Jahr 1371. Ihr Leichnam wurde in der Basilika Saint-Denis beigesetzt, wo ihre Grabfigur erhalten ist. Die Eingeweide wurden in der Abtei von Maubuisson bestattet, ob die Herzbestattung im Couvent des Cordeliers oder in der Abtei von Maubuisson erfolgte, ist nicht eindeutig geklärt.

## Nachkommen
- Johanna (* vor dem 21. Juli 1325; † vor dem 16. Januar 1327)
- Marie (* nach dem 18. Oktober 1326; † 6. Oktober 1341), unvermählt
- Blanche (* 1. April 1328; † 8. Februar 1393) ⚭ 18. Januar 1344 Philippe de Valois (* 1. Juli 1336; † 1. September 1375)